# Mickey (노래)
〈Mickey〉는 미국의 가수이자 배우인 토니 배질이 1981년에 녹음한 노래이다.

## 배경
〈Mickey〉는 마이크 채프먼과 니키 친이 작사·작곡한 노래 〈Kitty〉를 원곡으로 한다. 자신이 사랑하는 여자를 주제로 한 이 노래는 영국의 밴드인 레이시(Racey)가 1979년에 처음 발표했고 레이시의 데뷔 음반인 《Smash and Grab》에 수록되었다.
토니 배질은 1981년에 레이시가 부른 노래 〈Kitty〉를 자신이 사랑하는 남자에 대한 노래로 개사하여 발표했고 노래 제목 또한 〈Mickey〉로 바꾸었다. 또한 토니 배질은 레이시의 원곡에는 없던 "Oh Mickey, you're so fine, you're so fine, you blow my mind"(오 미키, 너는 정말 괜찮아. 너는 내 마음을 날려.)라는 가사를 덧붙였다. 토니 배질이 수년 전부터 영화 《헤드》 촬영장에서 밴드 몽키스(Monkees)의 드러머이자 리드 보컬이었던 미키 돌렌츠를 만난 이후에 짝사랑에 들어가면서 노래 제목을 〈Mickey〉로 정했다는 소문이 돌았지만 토니 배질은 미키 돌렌즈를 잘 모른다면서 부인했다.
토니 배질은 2가지 버전을 가진 〈Mickey〉 뮤직비디오를 촬영했는데 하나는 토니 배질이 치어리더 댄스를 구사하는 내용을 담은 버전이고 다른 하나는 토니 배질이 밴드 멤버로 활동하는 내용을 담은 버전이다. 1981년에 촬영된 이들 뮤직비디오는 토니 배질이 감독, 안무, 제작을 담당한 뮤직비디오로서 치어리딩 댄스 루틴에서 영감을 받은 의상과 안무가 특징이다.
토니 배질의 싱글 〈Mickey〉는 1981년 5월에 영국에서 처음 발매되었지만 당시의 음악 차트에는 수록되지 않았다. 하지만 1982년 1월에 영국에서 재발매한 이후에 빠른 속도로 영국 싱글 차트에서 2위를 차지하게 된다. 1982년 4월에는 오스트레일리아에서 발매되었고 1982년 8월에는 북아메리카(미국·캐나다)에서 발매되었다.
토니 배질의 싱글 〈Mickey〉는 북반구가 여름, 남반구가 겨울이던 동안에 여러 음악 차트에서 이름을 올렸고 1982년 6월 7일, 6월 14일에 발표된 오스트레일리아 켄트 뮤직 리포트 싱글 차트에서 1위를 차지했다. 그 외에 1982년 12월 11일에 발표된 미국 빌보드 핫 100에서 1위를 차지했고 1982년 12월 25일에 발표된 캐나다 《RPM》 탑 싱글에서 1위를 차지했다.

## 트랙
미국판 7" 싱글
1. "Mickey" – 3:36
2. "Thief on the Loose" – 3:50

국제판 7" 싱글
1. "Mickey" – 3:36
2. "Hanging Around" – 4:06

미국판 12" 싱글
1. "Mickey" (Special Club mix) (Short) – 4:32
2. "Mickey" (Special Club mix) (Long) – 5:58

미국판 리패키지 12" 싱글
1. "Mickey" (Special Club mix) – 5:58
2. "Mickey" (Spanish version) – 5:12

- 영국판 7" 싱글

1. "Mickey" – 3:30
2. "Hanging Around" – 3:59

## 그 외의 버전
1983년에는 미국의 싱어송라이터인 위어드 알 얀코빅이 미국의 CBS에서 방송된 흑백 시트콤 《왈가닥 루시》에 대한 경의를 표하기 위한 차원에서 토니 배질의 노래 〈Mickey〉를 패러디한 노래 〈Ricky〉를 발표했는데 이 노래는 1983년에 발표된 미국 빌보드 핫 100에서 63위를 기록했다. 1999년에는 영국의 팝 음악 가수인 롤리가 토니 배질의 노래 〈Mickey〉를 커버해서 녹음한 싱글을 발표했는데 이 싱글은 영국 싱글 차트에서 4위에 오르기도 했다. 2000년에는 아일랜드의 걸 그룹인 B*Witched가 토니 배질의 노래 〈Mickey〉를 커버해서 녹음한 노래를 발표했다. 이 노래는 2000년에 미국에서 발매된 B*Witched의 EP 음반 《Across America 2000》에 수록되었으며 2000년에 개봉된 치어리더를 소재로 한 미국의 십대 코미디 영화 《브링 잇 온》의 OST로도 사용되었다.
2004년 9월에는 일본의 후지 TV 계열에서 방송된 코미디 버라이어티 프로그램 《완나이 R&R》에 등장하는 캐릭터인 마츠우라 고리에 역할을 맡은 희극인인 고리가 조앤 야마자키, 재스민 앨런과 함께 토니 배질의 노래 〈Mickey〉를 일본어 가사로 개사해서 커버한 데뷔 싱글 〈Mickey〉를 발표했다. 이 싱글은 2004년 9월 20일, 9월 27일에 발표된 오리콘 싱글 차트에서 2주 연속 1위를 차지했다. 2010년에는 대한민국의 걸 그룹인 소녀시대가 LG전자에서 출시한 휴대전화 싸이언 소시의 쿠키를 홍보하기 위한 차원에서 토니 배질의 노래 〈Mickey〉를 개사한 노래를 녹음했다.
몬더그린 버전도 있다. '올 미키 육수팔이 육수파는 너와 나의 미키'로 유명한 버전이 있다. 하지만 몬더그린과 달리 이 노래는 미키 마우스와는 관련이 없다.